# Neuhardenberg
Neuhardenberg (fino al 1814 Quilitz; dal 1946 al 1990 Marxwalde) è un comune di 2 811 abitanti  del Brandeburgo, in Germania.
Appartiene al circondario del Märkisch-Oderland ed è capoluogo dell’Amt Neuhardenberg.

## Storia
Il paese, originariamente denominato «Quilitz», venne citato in un documento per la prima volta nel 1348.
Il paese venne semidistrutto da un grande incendio nel 1801, e ricostruito due anni dopo secondo un piano urbanistico elaborato da Karl Friedrich Schinkel.

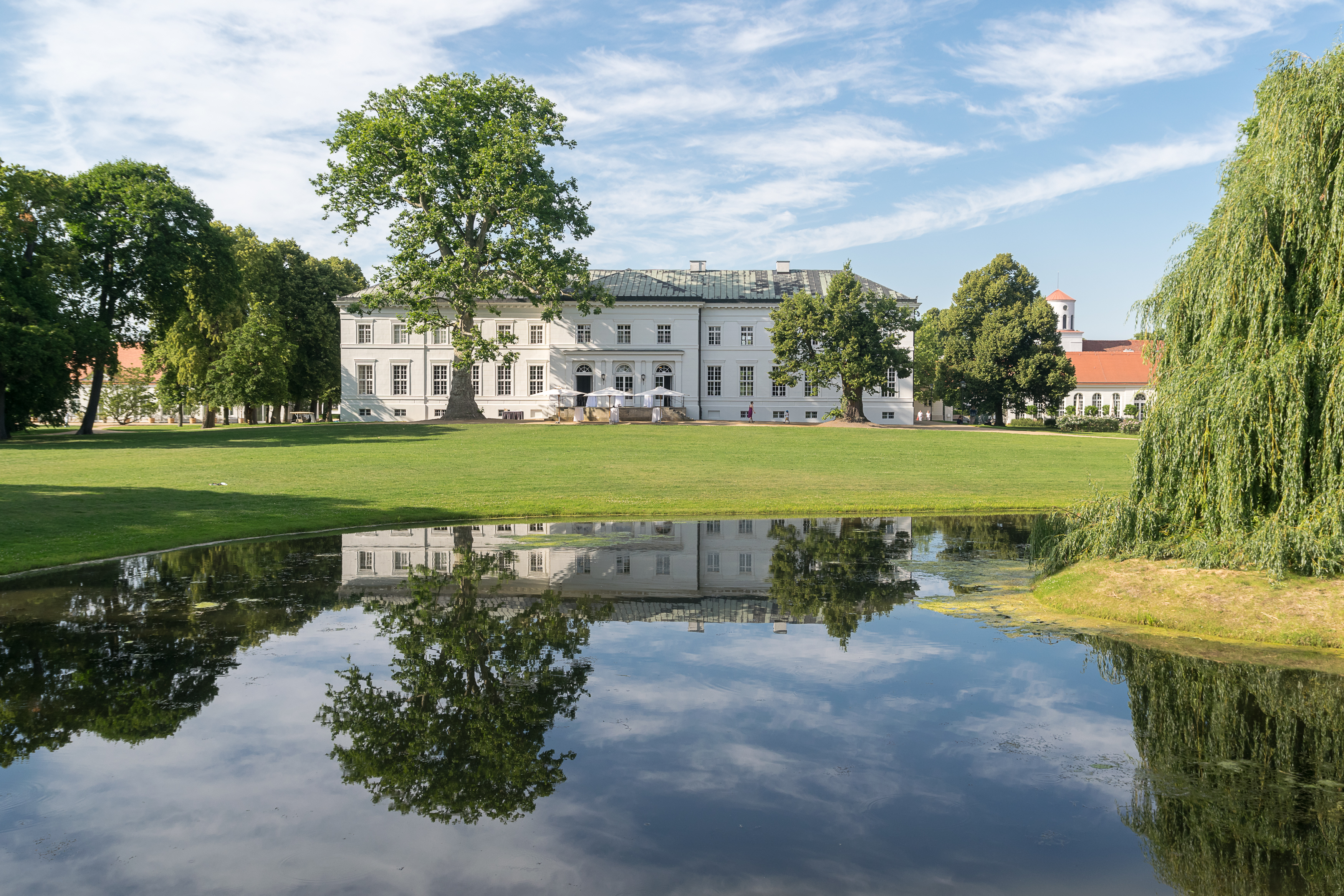
Il castello

Nel 1814 l’intero paese divenne proprietà del cancelliere Hardenberg, che decise di ribattezzarlo con il nome di «Neuhardenberg» (letteralmente: «Hardenberg nuova»). Nei decenni successivi, grazie agli interventi della famiglia Hardenberg, il paese si trasformò in un centro importante di produzione agricola.
Nell’autunno 1945, la riforma agraria introdotta dall’occupante sovietico portò all'esproprio forzato delle proprietà terriere della famiglia Hardenberg.
Nel 1949, alla fondazione della Repubblica Democratica Tedesca, alcuni comunisti del luogo presero l’iniziativa di cambiare nome al paese, intendendo cancellare il ricordo dell’antica aristocrazia terriera: il nuovo nome prescelto fu «Marxwalde» («boschi di Marx»), in onore del filosofo fondatore del movimento comunista.
Il 1º gennaio 1991, dopo la riunificazione tedesca, Marxwalde riprese la denominazione precedente di «Neuhardenberg».
Nel 2003 venne aggregato al comune di Neuhardenberg il soppresso comune di Quappendorf.

## Monumenti e luoghi d’interesse
Castello (Schloss)Costruito nel 1763 come dimora padronale di campagna, fu ampliato in stile neoclassico da Karl Friedrich Schinkel a partire dal 1820; il parco (Schlosspark) fu disegnato nel 1821 dal paesaggista Peter Joseph Lenné.
Chiesa (Dorfkirche)Eretta dal 1814 al 1817 in stile neoclassico su progetto di Karl Friedrich Schinkel; ad essa è annesso un mausoleo (1823) della famiglia Hardenberg.
Monumento a Federico IIRisalente al 1792, fu scolpito da Giuseppe Martini seguendo un progetto di Johann Wilhelm Meil.

## Geografia antropica
Il comune di Neuhardenberg comprende le seguenti frazioni (Ortsteil):
- Altfriedland (con le località di Gottesgabe, Karlsdorf e Neufriedland)
- Wulkow
- Quappendorf (con la località di Neufeld)

## Amministrazione

### Gemellaggi
Il comune di Neuhardenberg è gemellato con:
- Hamminkeln